# 神舟十六号
神舟十六号（简称神十六）是中国“神舟”系列飞船的第十六次任务和中国载人航天工程的第十一次载人飞行任务，也是中国空间站运营与发展阶段的首次飞行任务。神舟十六号乘组由景海鹏、朱杨柱、桂海潮三人组成。神舟十六号在2023年5月30日于酒泉卫星发射中心发射，随后与天宫空间站的天和核心舱径向端口对接，与神舟十五号完成在轨轮换任务。在轨驻留5个多月后，于2023年10月30日返回。在神舟十六号任务期间，航天员首次拍摄了中国空间站组合体全景图像。
作为运营与发展阶段的首次任务，神舟十六号的主要工作内容趋于常态化工作为主：包括开展电推进气瓶安装、舱外相机抬升等平台照料工作；完成辐射生物学暴露实验装置、元器件与组件舱外通用试验装置等舱外应用设施的安装，计划开展多领域大规模在轨实（试）验，期望在新奇量子现象研究、高精度空间时频系统、广义相对论验证以及生命起源研究等方面产出高水平科学成果；也开展天宫课堂太空授课活动，让载人航天再次走进中小学生课堂。
神舟十六号是第二批次并行批产的6艘神舟飞船的首船。在完成本次任务后，景海鹏以四次飞行任务的纪录成为了中国“飞天”次数最多的航天员。

## 背景
神舟十六号是第二批次并行批产的6艘飞船首船，詳細內容尚未公開，但據央視透露，进行了两方面重大升级，一是使用中国国产元器件代替进口元器件，更换核心元器件，提升飞船自主可控能力；二是改进返回舱内傳統的蘇聯式介面，引入科技與人性化让航天员操作起来更直覺、方便、快捷。按照中国空间站“发一备一”的安全指标，神舟十六号雖為新批次飞船，也已经在发射场完成了总装测试工作，进入应急救援待命状态。
神舟十六號在上一次任務神舟十五號返回前發射升空，以便在天宫空间站完成第二次有人交接。自神舟十三号任务开始，神舟飛船前往天宫空间站的任务的时长均保持在六個月左右，但神舟十六号打破了这一惯例，任务时长計畫缩短至五個月。在神舟十七号飛船乘員抵達天宫空间站後，神舟十六号将于2023年10月底返航，这相比2022年下半年于12月初结束的神舟十四号任务早了约一个月。这种调整可能是为了减轻内蒙古冬季严酷的天气所带来的不利影响。以神舟十四号和神舟十五号为例，在11月底12月初时，低温和大风天气对神舟飞船在东风着陆场的回收工作以及在酒泉卫星发射中心的发射工作都带来了额外的保温负担。
神舟十六号的乘组人员开创诸多先例。神舟十六號的乘組人員组成继承“一老带二新”的范式，亮点是首次有第三批航天员入选，即“一位第一批航天员+两位第三批航天员”，由第一批航天员景海鹏（指令长）和第三批航天员朱杨柱、桂海潮組成。三人都是第一次到访天宫空间站，其中景海鹏曾执行神舟七号、神舟九号和神舟十一号三次任务，具有丰富的飞行经验，朱杨柱和桂海潮则是第一次执行飞行任务。就出身背景而言，朱杨柱曾在陆军服役，桂海潮则是大学教授（非军籍平民），双双打破了中国航天员以往均出身空军飞行员的先例。在航天员类型上，景海鹏是航天驾驶员，朱杨柱是首位航天飞行工程师，桂海潮是首位载荷专家。本次任务乘组覆盖全部3类航天员类型，也是出于为后续任务安排积累经验的考虑。另外，桂海潮也是第一位戴眼镜的中国航天员。

## 任务时间轴
- 2022年4月，选出神舟十六号3名指令长人选，同时从第三批航天员中选出6名航天员，形成3个乘组搭配训练；2022年6月，神舟十六号航天员乘组确定为景海鹏、朱杨柱、桂海潮3名航天员[7]。本次乘组两位人员均为中国第三批航天员。另外，桂海潮為首位非軍職背景出身的載荷專家。[8]
- 2022年11月29日，长征二号F遥十五火箭发射，长征二号F遥十六火箭完成准备工作，进入应急救援值班状态；神舟十六号载人飞船完成准备，具备快速发射和应急救援能力。
- 2023年5月22日，神十六船箭组合体转运至发射区，準備择机发射[9]。
- 2023年5月29日上午9时，中国载人航天工程办公室在酒泉卫星发射中心召开神舟十六号载人飞行任务新闻发布会介绍任务基本情况，经空间站阶段飞行任务总指挥部研究决定，正式对外公布神舟十六号飞行乘组航天员名单，由景海鹏、朱杨柱、桂海潮组成，由景海鹏担任指令长，神舟十六号瞄准北京时间2023年5月30日09时31分发射。[10]
- 2023年5月30日9时31分，搭载神舟十六号载人飞船的长征二号F遥十六运载火箭在酒泉卫星发射中心点火发射，约10分钟后，神舟十六号载人飞船与火箭成功分离，进入预定轨道，航天员乘组状态良好，发射取得圆满成功。[11]本次发射任务代号为“TGZR5/SZ-16”。
- 2023年5月30日16时29分，神舟十六号采用自主快速交会对接模式成功对接于天和核心舱節點舱徑向对接口。18时22分，神舟十六号乘组打开神舟飞船轨道舱徑舱门，仍留守天宫空间站的神舟十五号航天员乘组打开天和核心舱舱门，两个航天员乘组第二次实现“太空会师”。
- 2023年6月2日，神舟十六号乘组与神舟十五号乘组在天宫空间站内进行交接仪式，两个乘组移交了空间站的钥匙。中国空间站正式开启应用与发展阶段任务。
- 2023年7月20日下午，神舟十六号航天员进行空间站首次出舱活动，由景海鹏、朱杨柱执行舱外任务，桂海潮留守舱内配合操作指挥。
- 2023年9月21日15时45分，神舟十六号乘组进行空间站的第四次太空授课活动，这是中国航天员首次在梦天实验舱内进行授课。
- 2023年10月30日20时37分，神舟十六号载人飞船与空间站组合体分离。分离后，神舟十六号航天员手持高清相机，通过飞船绕飞完成了首次以地球为背景的空间站组合体全景图像拍摄。[2]
- 2023年10月31日8时11分，神舟十六号载人飞船成功在东风着陆场返回着陆，返回舱落地时呈水平状态。[12]
- 2023年10月31日15時40分，神舟十六号的航天员乘组乘坐中国人民解放军空军专机B-4020抵达北京西郊机场，3名航天员随即进入医学隔离期。

#### 神十六舱外活动列表
| 航天任务         | 航天员                      | 开始时间            | 结束时间            | 时间长度    | 工作内容                                                        |
| ---------------- | --------------------------- | ------------------- | ------------------- | ----------- | --------------------------------------------------------------- |
| 神舟十六号 第1次 | 景海鹏, 第1次 朱杨柱, 第1次 | 2023年7月20日 13:45 | 2023年7月20日 21:40 | 7小时55分钟 | 核心艙全景相機B在軌支架安裝及抬升、夢天艙全景相機A和B解鎖及抬升 |

## 航天员
本次执行任务的航天员中，首次出现非空军飞行员出身及非现役军人航天员，首次出现航天飞行工程师和载荷专家这两种航天员。
| 姓名   | 年龄 | 航天员类型（职责）   | 飞行次数 | 飞行时间         | 轨道数 |
| ------ | ---- | -------------------- | -------- | ---------------- | ------ |
| 景海鹏 | 56岁 | 航天驾驶员（指令长） | 3        | 47天18小时又21分 | 無     |
| 朱杨柱 | 36岁 | 航天飞行工程师       | 無       | 無               | 無     |
| 桂海潮 | 36岁 | 载荷专家             | 無       | 無               | 無     |

## 任务标识
2023年2月15日至3月6日，受理神舟十六号任务标识设计申请提交，3月8日至3月15日对10个候选方案开展网络投票，3月21日选定方案。神舟十六号任务标识是中国载人航天工程首批面向全社会公开征集的任务标识之一，神舟十六号是首个使用此类任务标识的神舟飞船飞行任务，标识设计者为中国航天科技集团五院北京空间科技信息研究所新媒体中心。
神舟十六号任务标识整体设计融入了中国神话传说中的神兽鲲，鲲飞得极高、极远、极稳，有力争上游的寓意，同时也有吉祥的寓意，是对中国空间站最美好的祝福；任务标整体采用红蓝配色，主体图案为鲲身披祥云向上游动环抱空间站，空间站以昂扬的姿态屹立于宇宙星河之中；金黄色的神舟十六号载人飞船对接于天和核心舱径向端口。

## 外部連結
- 中国航天科技集团 神舟十六号载人飞行任务融媒体报道专题 （页面存档备份，存于）
- 中国载人航天工程官方网站 神舟十六号 （页面存档备份，存于）
- 维基共享资源上的相關多媒體資源：神舟十六号